# Burchellzebra
De burchellzebra (Equus quagga burchellii) is een zuidelijke ondersoort van de steppezebra. De ondersoort is vernoemd naar de Britse ontdekkingsreiziger en natuuronderzoeker William John Burchell. Het is de enige ondersoort die legaal gehouden mag worden op boerderijen voor consumptie.

## Beschrijving
Zoals de meeste steppezebra's zijn vrouwtjes en mannetjes ongeveer even groot en zijn ze staand 1,1 tot 1,4 meter bij de schouder. Ze wegen tussen de 230 en 320 kg. De voortplanting wordt het hele jaar door waargenomen bij deze ondersoort in het Nationaal park Etosha, Namibië, concludeert de synchronisatie van een tijdsbudget tussen mannen en vrouwen, wat mogelijk het gebrek aan seksuele dimorfie verklaart.
Burchellzebra's hebben strepen op het hoofd, de nek en de flanken, en dun langs de bovenste segmenten van de ledematen en vervolgens vervagen tot wit. Een of twee schaduwstrepen rusten tussen de opvallende, brede strepen op de heup. Dit belangrijkste onderscheidende kenmerk onderscheidt de burchellzebra van de andere ondersoorten. Gray (1824) observeerde een duidelijke ruglijn, de staart was alleen borstelig aan het uiteinde en het lichaam duidelijk wit. De dorsale lijn is smal en wordt geleidelijk breder naar achteren, met aan weerszijden duidelijke witte randen.

## Gedrag en voortplanting
Zoals de meeste steppezebra's leven burchellzebra's in kleine familiegroepen. Dit kunnen harem- of vrijgezellengroepen zijn. Haremgroepen bestaan uit één hengst en één tot zes merries en hun meest recente veulens, en vrijgezellengroepen bestaan uit twee tot acht losse hengsten. De mannetjes in vrijgezelle kuddes zijn vaak de jongere of oudere hengsten van de populatie, omdat ze hoogstwaarschijnlijk niet ervaren genoeg of sterk genoeg zijn om de fokrechten van een groep vrouwtjes tegen uitdagers te verdedigen. Deze kleine groepen komen vaak samen in grotere kuddes rond water- en voedselbronnen, maar behouden nog steeds hun identiteit als familie-eenheden terwijl ze zich in de bevolkingsbijeenkomsten bevinden.

## Verspreiding en leefgebied
Vroeger lag het leefgebied van de burchellzebra gecentreerd ten noorden van de Vaalrivier en Oranjerivier en strekte zich in noordwestelijke richting uit via zuidelijk Botswana naar Etosha en de Kaokoveldwoestijn, en in zuidoostelijke richting naar Swaziland en KwaZoeloe-Natal. Nu uitgeroeid in het middengedeelte, overleeft het aan de noordwestelijke en zuidoostelijke uiteinden van het leefgebied.
De burchellzebra migreert de langste afstand van alle landdieren in Afrika en maakt een heen- en terugreis van 500 kilometer. Ze migreren van de Chobe in Namibië naar het Nationaal park Nxai Pan in Botswana. Hun migratie volgt een rechte noord-zuidroute, bijna volledig binnen het Kavango-Zambezi Transfrontier Conservation Area (KAZA).

## Controversiële introducties
Van 2001 tot 2016 heeft de Kissama Foundation wilde dieren opnieuw geïntroduceerd in het Kissama National Park in Angola. Het project kreeg de naam Operatie Noah's Ark. Onder de dieren, zoals de blauwe gnoe, waterbok, Kaapse giraffe, savanneolifant, gemsbok, elandantilope, nyala en struisvogel, bevonden zich ook burchellzebra's. 
Van 2017 tot 2019 exporteerde Wildlifevetsnamibia wilde dieren naar de hoofdstad van de Democratische Republiek Congo, Kinshasa, om dieren te introduceren in Parc de la Vallée de la Nsele in samenwerking met Institut Congolais pour la Conservation de la Nature. Onder de dieren bevonden zich gemsbok, impala, blauwe gnoe, kafuelechwe, nyala, blesbok, Kaaps hartenbeest, zuidelijke witte neushoorn, Angolagiraffe, savanneolifant en burchellzebra. 
Beide introducties zijn controversieel omdat de parkdiensten uit beide landen er niet voor hebben gekozen om de inheemse grantzebra uit bijvoorbeeld landen als Zambia, Tanzania of Kenia te halen.

## Uitgestorven subpopulatie
Net als andere steppezebra's moeten de burchellzebra's de Afrikaanse savannes in indrukwekkende aantallen hebben bevolkt. Samenkomsten van duizenden individuen zijn gemeld. Men dacht dat de wilde kuddes in 1910 verdwenen waren, en het laatst bekende gevangen individu stierf in de dierentuin van Berlijn in 1918. Toen de Europese nederzetting zich noordwaarts verspreidde van de Kaap naar het koloniale Zuid-Rhodesië, werd gedacht dat deze ondersoort tot uitsterven bejaagd was.
Groves en Bell concludeerden echter in hun publicatie uit 2004 dat "de uitgestorven echte burchellzebra" een fantoom is. Zorgvuldige studie van de oorspronkelijke zebrapopulaties in Zoeloeland en Swaziland, en van huiden geoogst op wildboerderijen in Zoeloeland en Natal, heeft onthuld dat een bepaalde kleine populatie gelijkenis vertoont met wat nu als typische burchellii wordt beschouwd. De typelocaties van de twee ondersoorten Equus quagga burchellii (burchellzebra) en Equus quagga antiquorum (Damarazebra) liggen zo dicht bij elkaar dat ze suggereren dat de twee in feite één zijn, en daarom moet de oudste van de twee namen voorrang krijgen boven de jongere. Ze zeggen daarom dat de juiste naam voor de meest zuidelijke ondersoort burchellii moet zijn, en niet antiquorum. De ondersoort Equus quagga burchellii bestaat nog steeds in KwaZoeloe-Natal en in Etosha.

## Dierentuinen
De burchellzebra is te vinden in een aantal dierentuinen in Europa, waaronder Zoo Veldhoven, Pakawi Park, London Zoo, Tiergarten Schönbrunn en Zoo Duisburg.